# Schönhager Binnengraben
Der Schönhagener Binnengraben ist ein Meliorationsgraben auf der Gemarkung von Trebbin im Landkreis Teltow-Fläming in Brandenburg.
Der Graben beginnt westlich des Flugplatzes Schönhagen und verläuft von dort rund 280 m in nordnordwestlicher Richtung. Er unterquert die Bundesstraße 246 und verläuft anschließend weiter in nordnordwestlicher Richtung annähernd zur Landstraße 793, die als Blankenseer Allee von Blankensee nach Schönhagen führt. Nach rund 1,7 km entwässert er in den Blankensee.